# Альби-Нор-Уэст
Альби́-Нор-Уэст (фр. Albi-Nord-Ouest) — упразднённый кантон во Франции, находился в регионе Юг-Пиренеи, департамент Тарн. Входил в состав округа Альби.
Код INSEE кантона — 8119. Всего в кантон Северо-западный Альби входили семь коммун, из них главной коммуной являлась Альби.
Кантон был упразднён в марте 2015 года.

## Население
Население кантона на 2006 год составляло 12 494 человека.
| 1962 | 1968 | 1975 | 1982 | 1990 | 1999   | 2006   | 2009 |
| ---- | ---- | ---- | ---- | ---- | ------ | ------ | ---- |
| —    | —    | —    | —    | —    | 11 570 | 12 494 | —    |

## Коммуны кантона
| Коммуна            | Население, чел. (2010) | Почтовый индекс | Код INSEE |
| ------------------ | ---------------------- | --------------- | --------- |
| Альби              | 7115                   | 81000           | 81004     |
| Вильнёв-сюр-Вер    | 363                    | 81130           | 81319     |
| Каньяк-ле-Мин      | 2086                   | 81130           | 81048     |
| Кастельно-де-Левис | 1403                   | 81150           | 81063     |
| Майок              | 222                    | 81130           | 81152     |
| Милаве             | 94                     | 81130           | 81166     |
| Сент-Круа          | 287                    | 81150           | 81326     |